# La loba (película de 1996)
La loba es una película italiana dirigida en 1996 por Gabriele Lavia.

## Sinopsis
En el pueblo la llamaban “la Loba“, porque nunca tenía bastante con nada. Las mujeres se persignaban cuando la veían pasar sola como un perro solitario. Con ese sospechoso y extraviado andar de un lobo hambriento. Aunque parecía ser una maldición para todo el pueblo, los maridos y los hijos estaban obsesionados y habrían sacrificado la felicidad y la familia solo por obtener su atención. Un día se enamora obsesivamente de Nanni, un joven y apuesto muchacho que se unió a los aldeanos, cuando comenzó la cosecha del trigo para el invierno. Él es insensible a la ardiente pasión de la Loba hasta el día siguiente de haberse casado con Maricchia (hija de la Loba), en el que este queda abrumado por la pasión…

## Comentario
La película no trata de una loba sino de una mujer apasionada, que regresa a su pueblo natal donde es marginada nuevamente por su constante lucha contra la represión sexual.
En este drama, La Loba va a la caza del seductor y entre sus presas figuran un joven militar y un sacerdote.